# Municipio Dr. Belisario Domínguez
Koordinaten: 28° 9′ N, 106° 30′ W
Dr. Belisario Domínguez, auch Doctor Belisario Domínguez, ist ein Municipio mit etwa 3000 Einwohnern im mexikanischen Bundesstaat Chihuahua. Das Municipio hat eine Fläche von 1034,7 km². Verwaltungssitz des Municipios ist San Lorenzo, größter Ort im Municipio hingegen ist Tutuaca.
Das Municipio ist benannt nach dem Politiker Belisario Domínguez Palencia.

## Geographie
Das Municipio Dr. Belisario Domínguez liegt im Zentrum des Bundesstaats Chihuahua auf einer Höhe zwischen 1400 m und 2400 m. Das Municipio liegt vollständig in der physiographischen Provinz der Sierra Madre Occidental und liegt zur Gänze in der hydrologischen Region Bravo-Conchos und entwässert in den Golf von Mexiko. Die Geologie des Municipios wird zu 42 % von rhyolithischem Tuff bestimmt bei 29 % Konglomeratgestein und 16 % Sandstein-Konglomerat; vorherrschende Bodentypen im Municipio sind der Leptosol (39 %), Phaeozem (26 %), Cambisol (12 %), Luvisol (8 %) und Regosol (7 %). Gut 60 % der Gemeindefläche werden als Weideland genutzt, 22 % als Ackerland, 17 % sind bewaldet.
Das Municipio grenzt an die Municipios Cusihuiriachi, Gran Morelos, Santa Isabel, Satevó und San Francisco de Borja.

## Bevölkerung
Beim Zensus 2010 wurden im Municipio 2911 Menschen in 1013 Wohneinheiten gezählt. Davon wurden 69 Personen als Sprecher einer indigenen Sprache registriert, darunter 64 Sprecher der Tarahumara-Sprache. Sieben Prozent der Bevölkerung waren Analphabeten. 903 Einwohner wurden als Erwerbspersonen registriert, wovon 85 % Männer bzw. 0,9 % arbeitslos waren. 2,7 Prozent der Bevölkerung lebten in extremer Armut.

## Orte
Das Municipio Delicias umfasst 21 bewohnte localidades, von denen lediglich der Hauptort vom INEGI als urban klassifiziert ist. Vier Orte wiesen beim Zensus 2010 eine Einwohnerzahl von über 200 auf, 14 Orte hatten weniger als 100 Einwohner. Die größten Orte sind:
| Ort                                | Einwohner |
| Tutuaca (Santa Bárbara de Tutuaca) | 841       |
| San Lorenzo                        | 441       |
| Santa María de Cuevas              | 393       |
| Santa Rosalía de Cuevas            | 316       |